# HMS Minerva (1759)
Pour les autres navires du même nom, voir HMS Minerva.
Le  HMS Minerva est une frégate de cinquième rang de 32 canons de la classe Southampton (en), construite pour la Royal Navy par les chantiers de Rotherhithe et lancée le 17 janvier 1759.
Elle participe aux combats navals de la guerre de Sept Ans ; elle est capturée par la Marine royale française en 1778 durant la guerre d'indépendance des États-Unis. Elle sert alors sous le nom de Minerve jusqu'à ce qu'elle soit reprise en 1781 par la Royal Navy. Elle est alors renommée HMS Recovery et finalement démolie en 1784. 

## Histoire
La frégate est construite à Rotherhithe, au sud de Londres, entre 1756 et 1759. Elle sert ensuite durant la guerre de Sept Ans et, sous le commandement d'Alexander Hood, elle participe à la bataille des Cardinaux le 20 novembre 1759. Des parts de prise sont attribuées en juillet 1761 aux équipages du HMS Minerva et du HMS Intrepid pour leur participation à la capture du St. Simon.
À l'aube du 24 janvier 1761, la Minerva, toujours sous les ordres d’Alexander Hood, rencontre un vaisseau de ligne de quatrième rang, le Warwick alors français, à environ 90 milles marins au nord-ouest de Gozón, ville située dans le Nord de l’Espagne. La Minerva lance la chasse et après un bref engagement d'une quarantaine de minutes, le bateau ennemi perd son mât principal. Peu après, la Minerva perd à son tour son beaupré. Les deux navires doivent alors rompre l’engagement. La Minerva parvient néanmoins à forcer le navire ennemi à amener les couleurs. À la fin des combats, le Warwick déplore 14 morts et 32 blessés ; de son côté, la Minerva compte 14 morts et 34 blessés.
Le 15 février 1762, au mouillage des Downs, les équipages de la Minerva et de l’Edgar (en) reçoivent des parts de prises pour la capture, le 8 janvier 1861, du corsaire bayonnais Écureuil, de 14 canons, ainsi que la reprise du brick Elizabeth.
Durant la guerre d'indépendance des États-Unis, la Minerva est incorporée à la North America and West Indies Station sous le commandement de l’amiral Peter Parker. Le 14 août 1778, elle capture la goélette de 50 tonneaux américaine Fanny, au large d’Hispaniola, alors que celle-ci transporte un chargement de grumes en provenance du Connecticut.
Le 22 août 1778, la Minerve, aux ordres du capitaine John Scott qui ignore alors que la France a déclaré la guerre à l’Angleterre, rencontre la frégate de 32 canons Concorde du capitaine de Tilly. Scott la prenant pour un navire marchand s’approche de la frégate, qui tire deux bordées avant que la Minerva puisse répliquer. Prise par surprise, et devant faire face de surcroit à la perte de son capitaine, blessé à la tête, et à une explosion de poudre qui blesse ou tue 18 de ses hommes, la Minerva doit se rendre.
La Minerva, rebaptisée Minerve, est alors intégrée à la Marine royale française, sous le commandement de Nicolas Henri de Grimouard. Le 4 janvier 1781, elle est reprise par les vaisseaux de 74 canons Courageux (1753) et Valiant. Elle reprend alors du service dans la Royal Navy sous le nom de HMS Recovery, une autre frégate ayant été entretemps baptisée Minerva (en).
La frégate est finalement démilitarisée en 1783 et démolie l’année suivante.